# Luc Ravel
Mons. Luc Marie Daniel Ravel, CRSV (* 21. května 1957, Paříž) je francouzský římskokatolický duchovní, od roku 2017 arcibiskup štrasburský. 20.4.2023 rezignoval na funkci arcibiskupa a byl jmenován apoštolský administrátor, jímž se stal Mons. Philippe Ballot, arcibiskup metský.